# Archichlora epicydra
Archichlora epicydra là một loài bướm đêm trong họ Geometridae.